# Coryphomys buehleri
Coryphomys buehleri — вимерлий вид гігантських пацюків. Він відомий лише з фрагментів скам'янілостей, знайдених на острові Тимор, Індонезія. Він пов'язаний з мишоподібними Нової Гвінеї. На сьогоднішній день знайдено лише фрагменти субфоссилій, які були знайдені у вапнякових печерах в індонезійському Західному Тиморі. Немає точних відомостей про час і причини вимирання.